# Hannibal Sehested
Hannibal Sehested (Gudme, 16 de novembro de 1842 – Gudme, 19 de setembro de 1929) foi um político da Dinamarca. Ocupou o cargo de primeiro-ministro da Dinamarca.